# Constantin Galan
Constantin Galan (n. 17 decembrie 1956

) este un deputat român, ales în 2012 din partea Partidului Național Liberal.
În timpului mandatului a trecut la grupul parlamentar Liberal Conservator (PC-PLR).